# Varvs kyrka, Västergötland
Varvs kyrka är en kyrkobyggnad som tillhör Varvs församling i Skara stift. Den ligger på Varvsbergets östsluttning i den nordvästra delen av Tidaholms kommun.  

## Kyrkobyggnad
Kyrkan uppfördes 1861 efter ritningar av Per Ulrik Stenhammar och ersatte då en medeltida kyrka från 1300-talets början. Delar av den medeltida kyrkan användes som byggmaterial vid det nybygget. 
Utformningen präglas av nyklassicistisk enkelhet och byggnaden har absid och torn med flackt tak. Interiören har förändrats flera gånger under 1900-talet och mest påtagligt 1975. Då flyttades sakristian från absiden till en plats under läktaren och altarets skärmvägg togs bort. 

## Inventarier
- Från den medeltida kyrkan härstammar dopfunten i renässans, som delvis är utförd av täljsten.
- Psalmnummertavlorna härstammar från 1300-talet.
- Predikstolen härstammar från när kyrkan uppfördes.
- Ett nytt triumskrucifix har ersatt kopian av Bertel Thorvaldsens Kristusstaty som tillkom vid renoveringen 1901.
- Mattan i koret  i röllakan kommer från Tre Bäckar i Varnhem.
- Mässhaken från 1949 är komponerad av Agda Österberg vid Tre Bäckar i Varnhem.

### Orgel
Det finns uppgifter som tyder på att orgelfasaden på läktaren i väster är byggd 1652 för Bredestads kyrka och att den kom till Röks kyrka 1751 och ombyggdes i samband med flytten av Jonas Wistenius. Orgeln inköptes till Varvs kyrka på 1870-talet. Fasaden är idag stum och verket, som tillverkades 1922 av Nordfors & Co, verkar vara orört sedan dess. Instrumentet har sju stämmor fördelade på manual och pedal. Det används emellertid inte på grund av mögelangrepp utan istället brukas en digitalorgel.

## Bilder

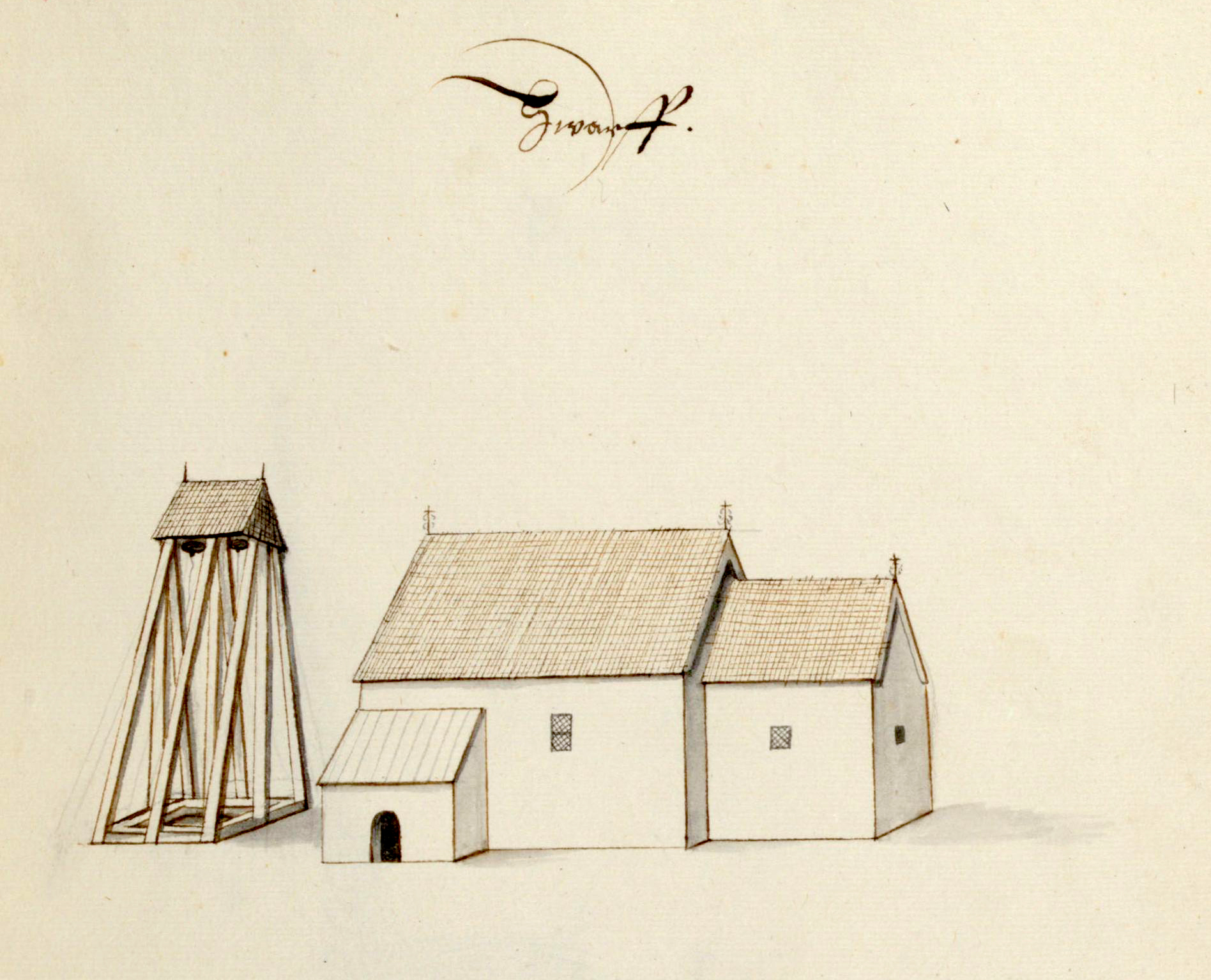
Den medeltida kyrkan på teckning omkring 1670.
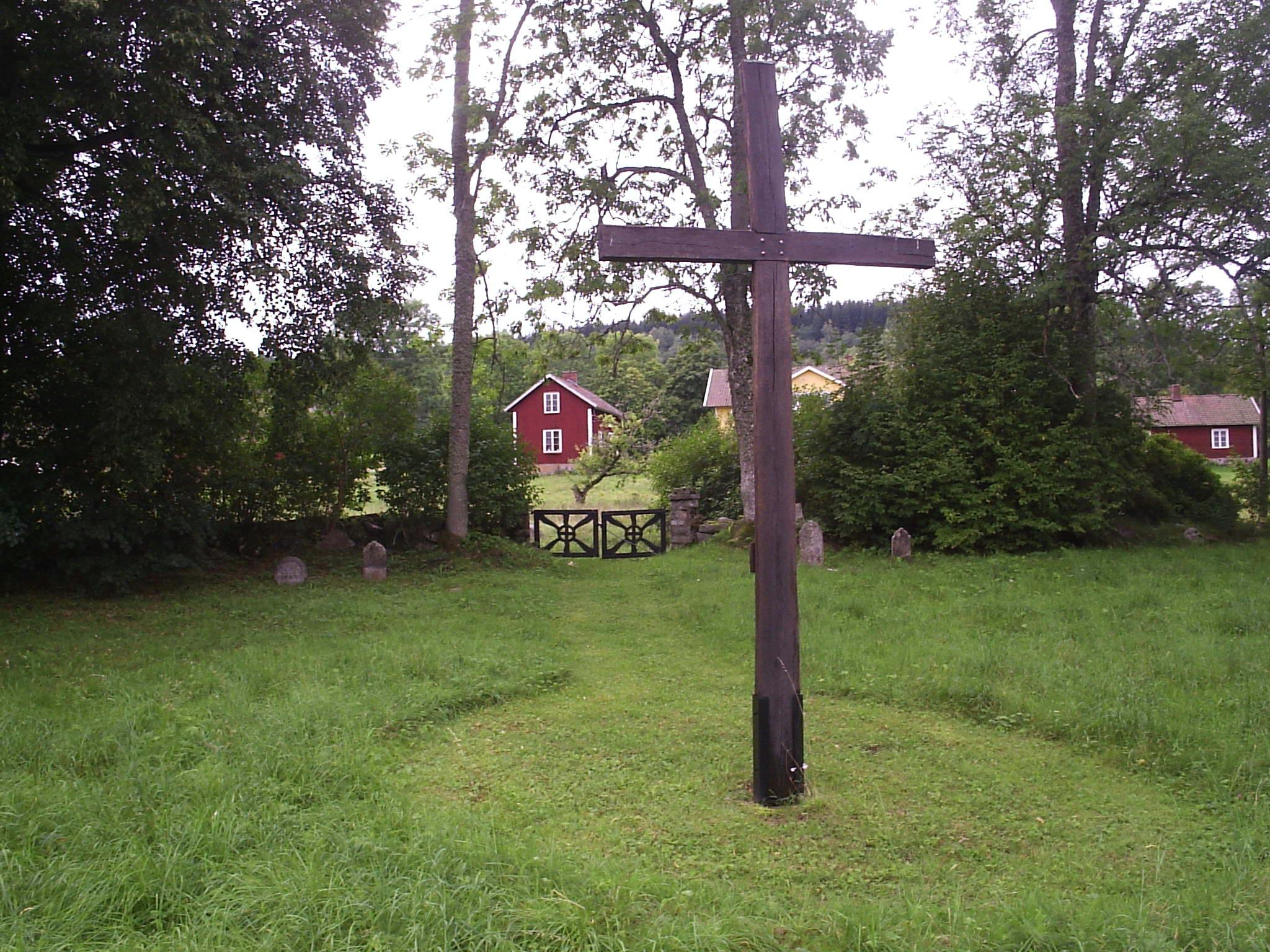
Minnesmärke som utmärker platsen för den medeltida kyrkan
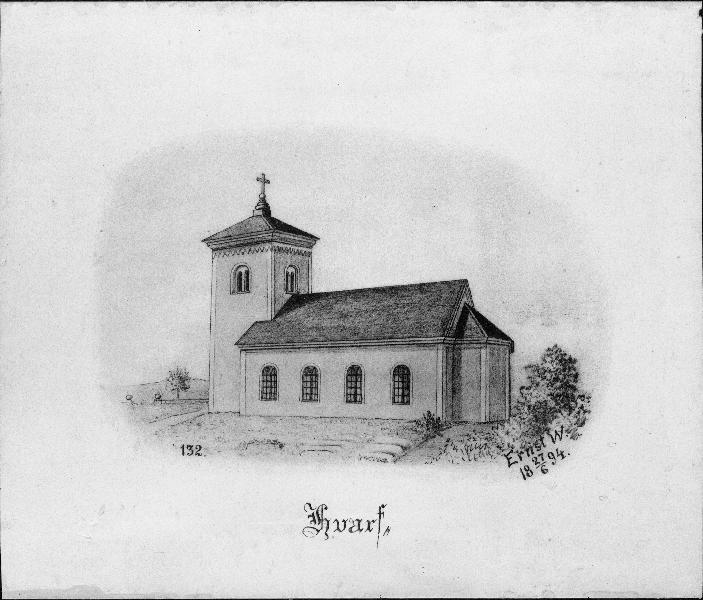
Kyrkan på teckning från 1894.
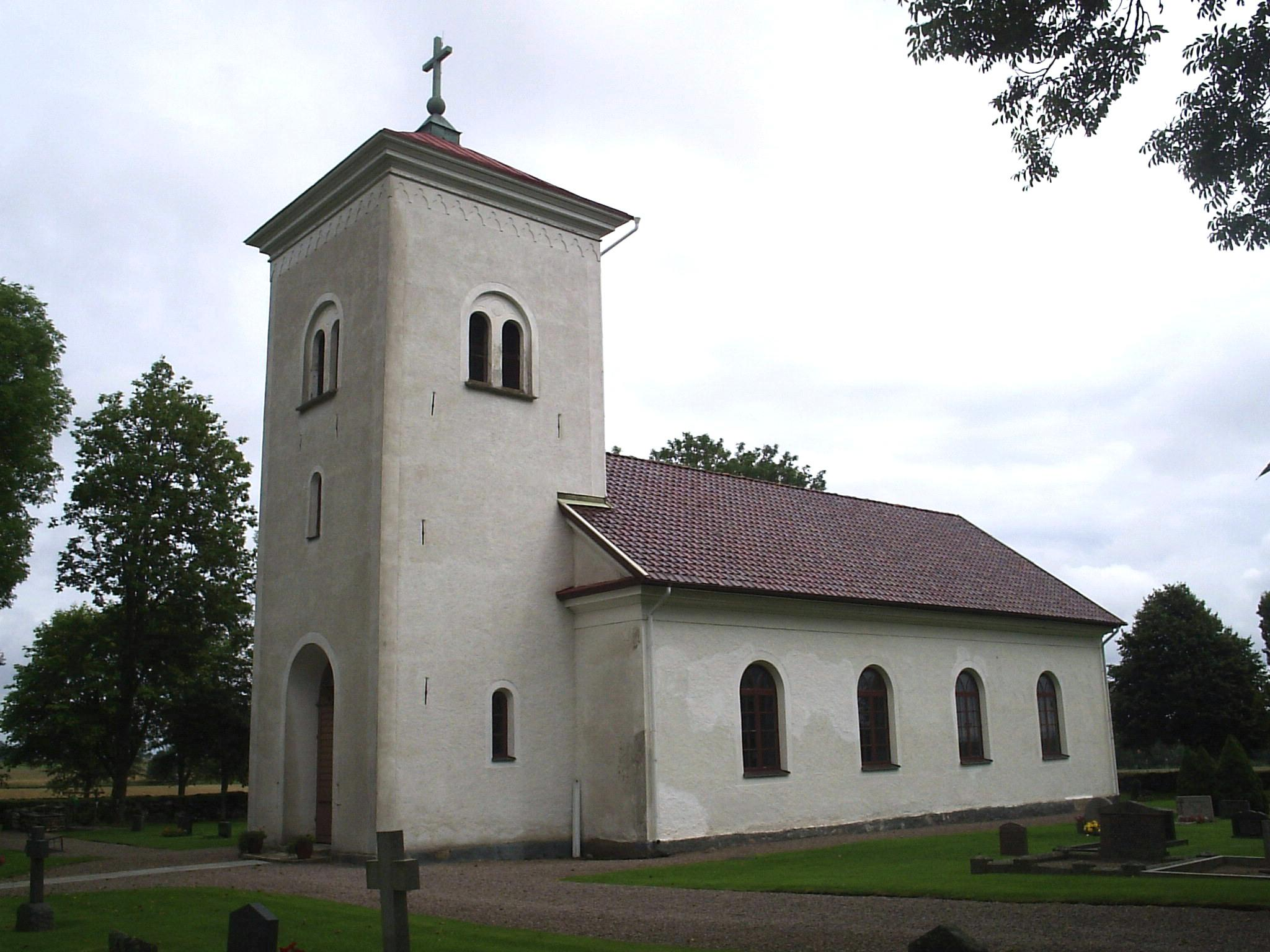
Exteriör.
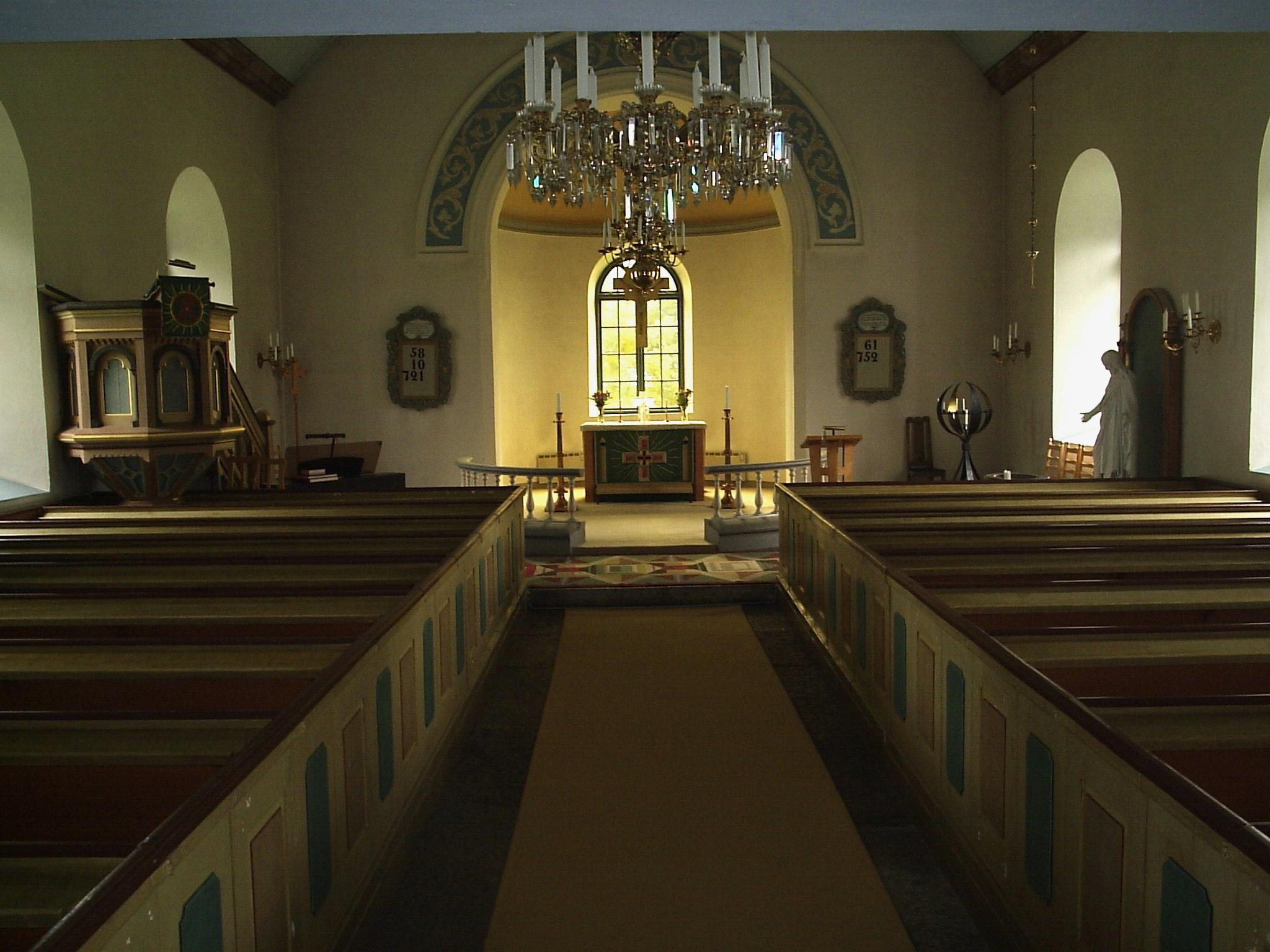
Interiör mot altaret.
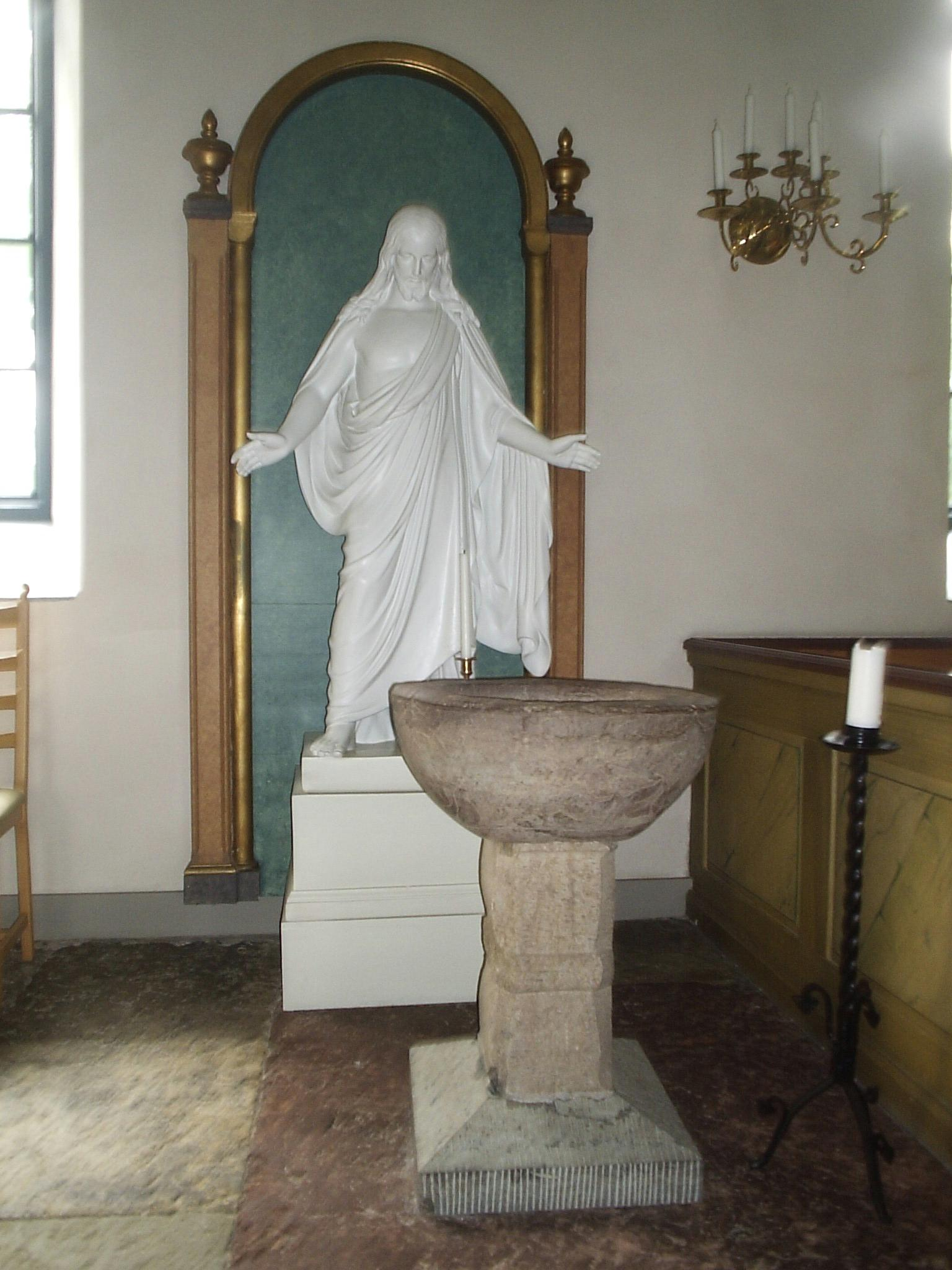
Dopfunten framför kopian av Thorvaldsens kristusstaty.
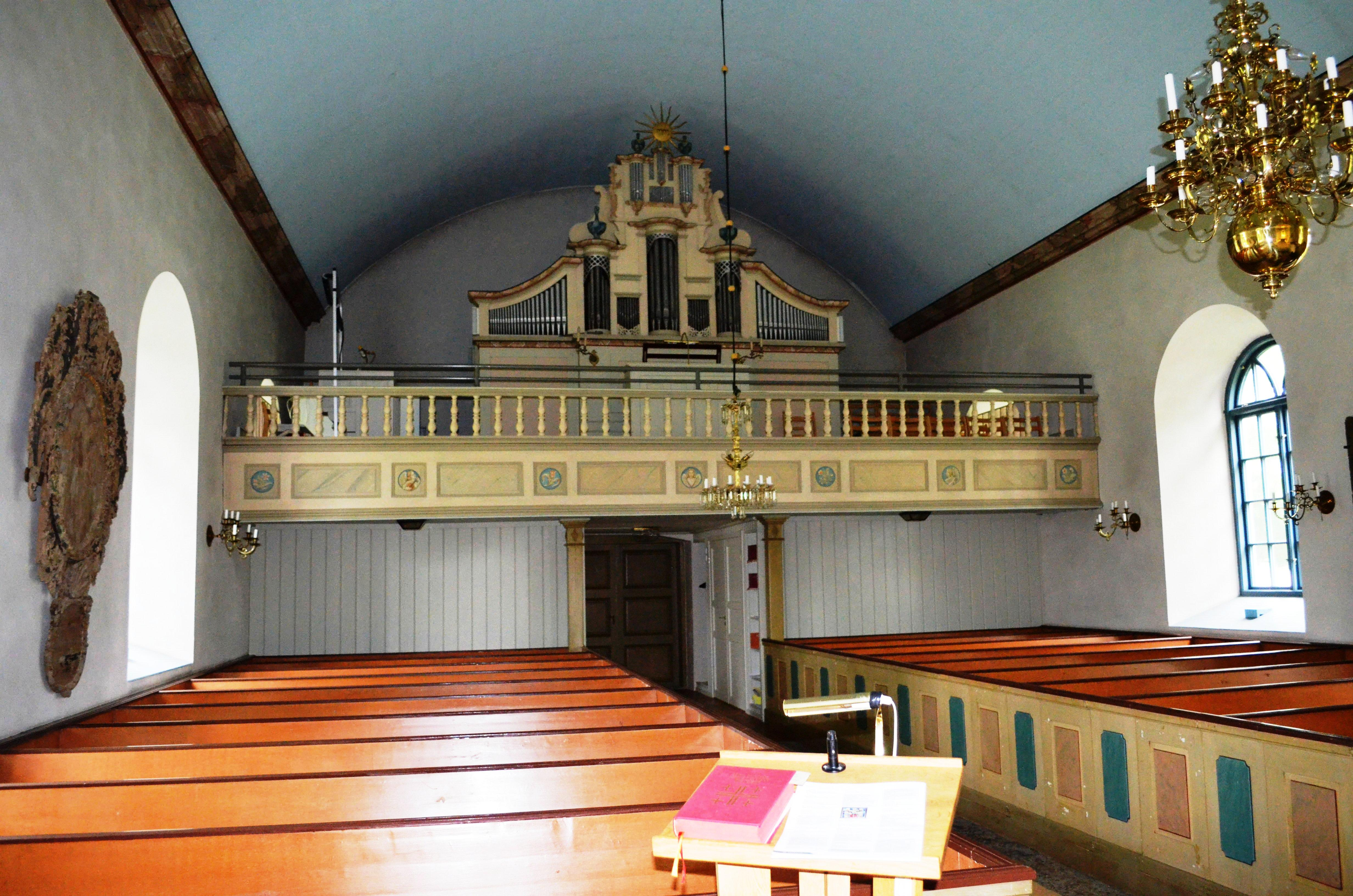
Varvs kyrkas orgelläktare
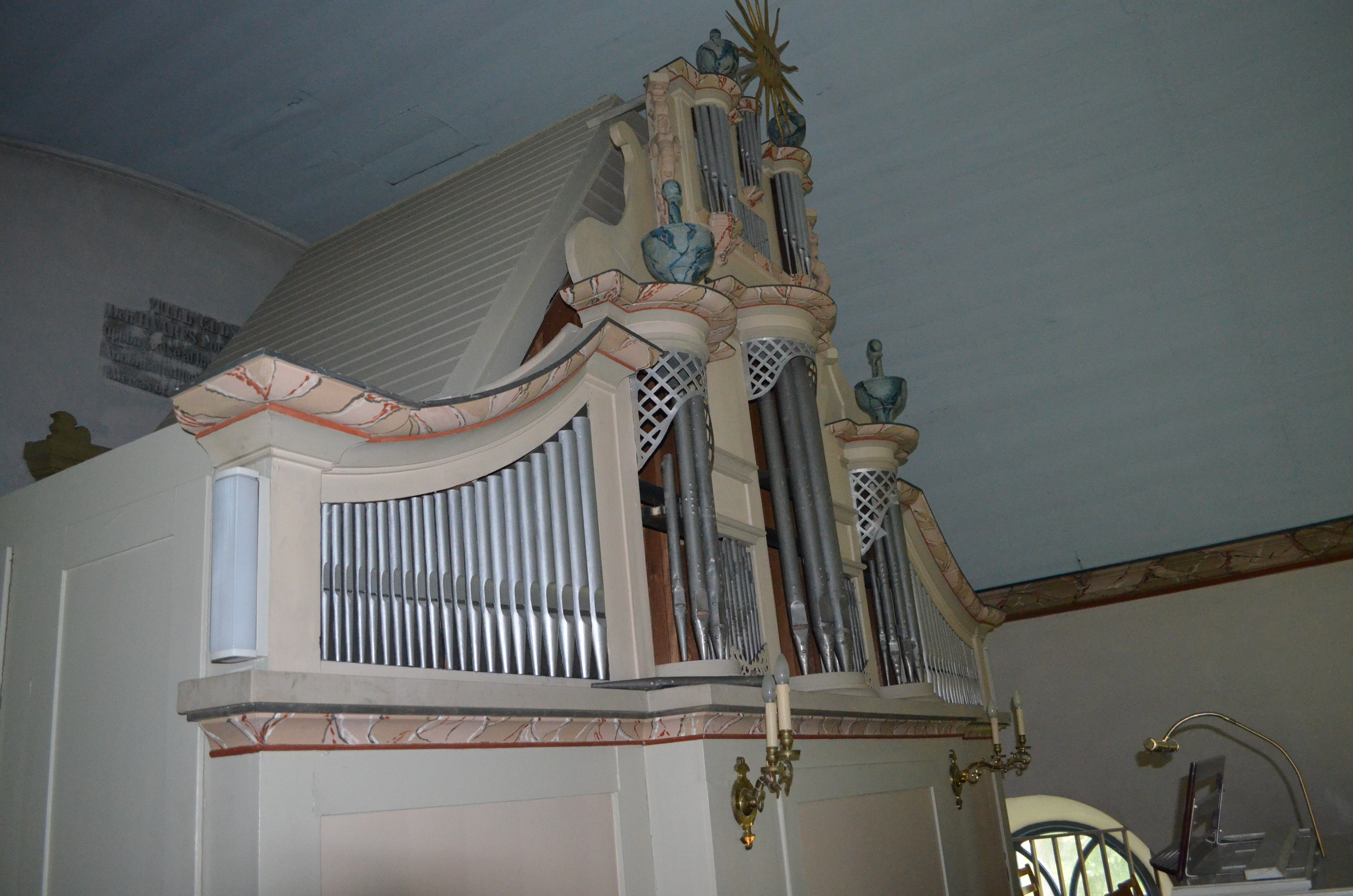
Varvs kyrkas kyrkorgel
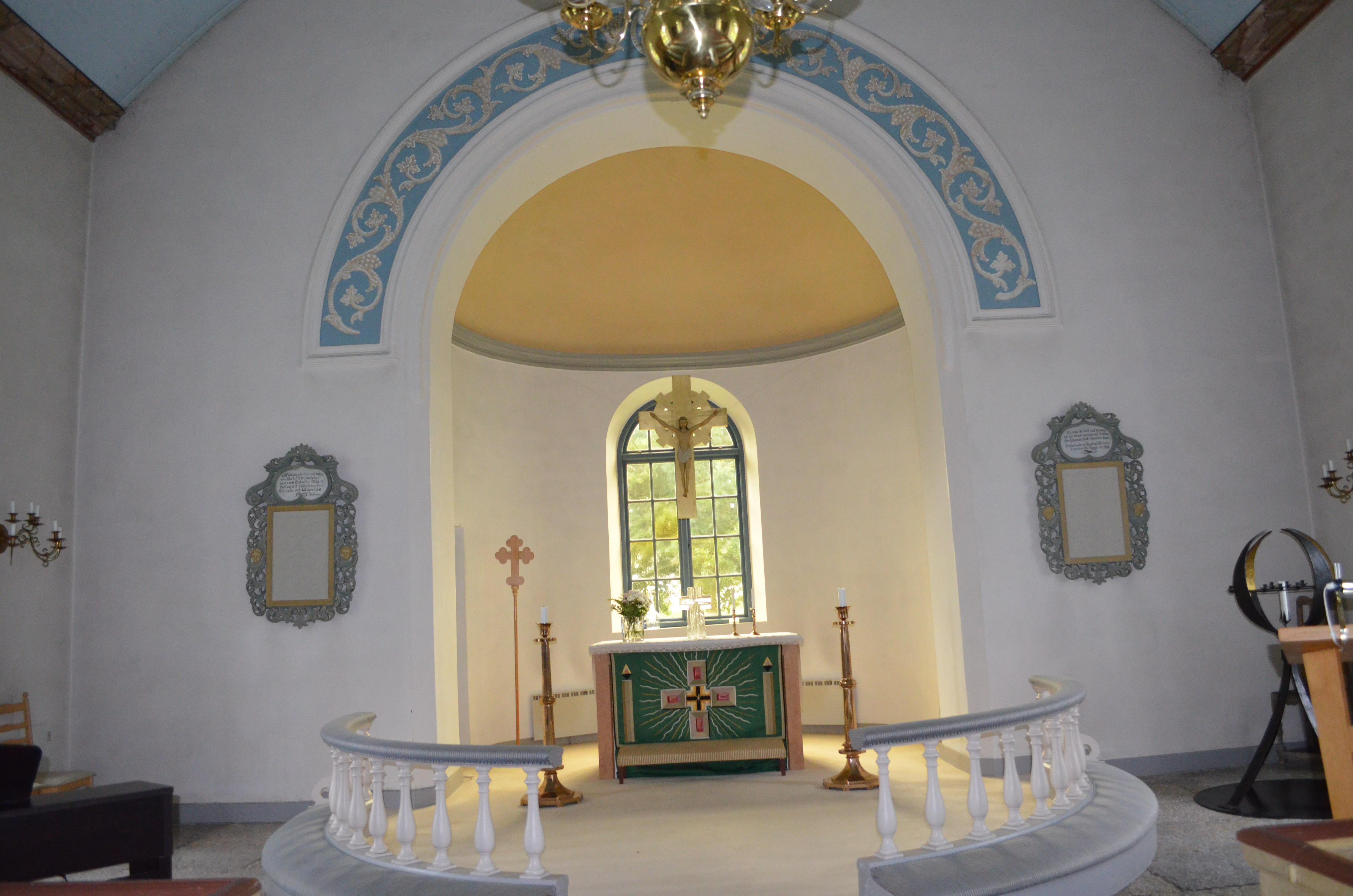
Varvs kyrkas altare
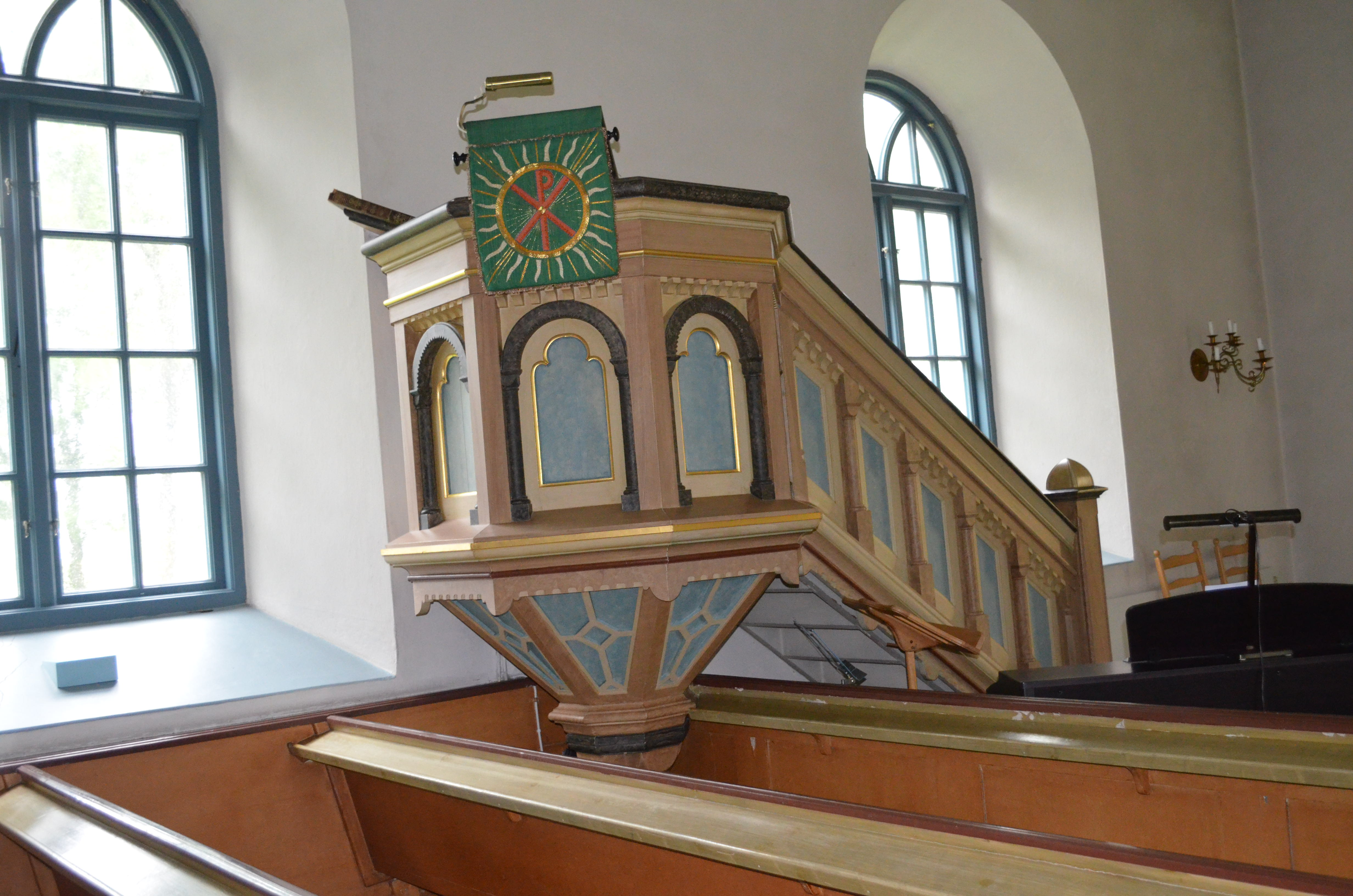
Varvs kyrkas predikstol